# Бої за Куп'янськ
Бої за Куп'янськ Харківської області тривали у 2022 році під час російського вторгнення до України. Місто було звільнене у вересні 2022 року в рамках Слобожанського контрнаступу ЗСУ.

## Передумови
Куп'янськ має важливе значення, оскільки є транспортним перехрестям і логістичним центром: місто має велику залізничну станцію Куп'янськ-Вузловий.
27 лютого Куп'янськ був захоплений ЗСРФ. Хоча три дні тому українська армія знищила залізничний міст, щоб уповільнити просування росіян, мер Куп'янська Геннадій Мацегора, член партії ОПЗЖ, здав місто російській армії в обмін на припинення бойових дій. Росіяни погрожували взяти місто силою. У результаті наступного дня український уряд висунув Мацегорі звинувачення у державній зраді. 28 лютого 2022 року Мацегора був затриманий українською владою. Пізніше Куп'янськ став де-факто центром підтримуваної Росією Харківської військово-цивільної адміністрації.

## Хід бойових дій
8 вересня 2022 року представник Генштабу ЗСУ заявив, що українські війська відбили понад 20 населених пунктів у Харківській області та на окремих ділянках прорвали позиції російської оборони до 50 км. Того ж дня російська окупаційна влада заявила, що російська армія почала оборону міста і що в регіон увійшли додаткові підкріплення з боку Росії, вказуючи на те, що українські війська наближалися до міста із заходу після того, як відбили Шевченкове. Столиця Харківської військово-цивільної адміністрації була перенесена до Вовчанська. 9 вересня українські війська вийшли на околиці Куп'янська, розпочавши там бої. Вранці 10 вересня українські війська відбили будівлю міської ради. Пізніше того ж дня українська влада підтвердила, що Збройні сили України звільнили місто. Російська сторона спростувала заяви України та заявила про евакуацію своїх військ на східний берег річки Оскіл. 10 вересня 2022 року українські війська увійшли у східну частину міста.
16 вересня 2022 року українські війська звільнили Куп'янськ-Вузловий, на східному березі річки Оскіл, а також східну частину Куп'янська, створивши ще один плацдарм через Оскіл. Це поставило під загрозу російські лінії постачання на півночі Луганської області, що завадило б операціям Росії на решті території Донбасу.

### Битва за лівобережну Куп'янщину
Починаючи з вересня 2024 року в активну фазу вступила битва за лівобережну Куп'янщину: плацдарм українських військ, що тягнеться вздовж лівого берега річки Оскіл. Ключові населені пункти: Куп'янськ, Куп'янськ-Вузловий та Борова. Тут їм протистояло угруповання військ ЗС РФ «Запад».
У січні — лютому 2024 року українські війська активно зводили укріплення та інженерні споруди під Куп'янськом.
14 листопада 2024 року росіяни прорвалися в Куп'янськ повторно. Колона російських десантників була розгромлена.
На листопад 2024 року росіяни продовжували наступ на Куп'янськ.
23 грудня 2024 року росіяни здійснили спробу розширення свого плацдарму на лівому березі річки Оскіл на Куп'янському напрямку. Механізований накат відбувався у дві хвилі та тривав майже весь день: колони броньованої техніки рухалися зі сходу, від населених пунктів Берестове та Піщане в бік прибережних сіл Глушківка та Загризове. БпАК «Ахіллес» 92-ї бригади разом з Бригадою НГУ «Буревій» та 205-м батальйоном 241 ОБрТрО відбили атаку.
10 березня 2025 Року ЗСУ провели Звільнили лісний масив біля купянська і частину Синьківки тим самим закінчивши другу фазу боїв які перенеслись у Синьківку.